# 김왕규
김왕규(金旺圭, 1963년 2월 23일 ~ )는 대한민국의 제11대 강원특별자치도의원이다. 출신은 강원도 양구군이다.

## 학력
- 죽리국민학교 졸업
- 양구중학교 졸업
- 강원고등학교 졸업
- 강원대학교 졸업
- 2005.09 ~ 2007.12 중국청도대학교 인구자원과 환경경제학 경제학 석사 졸업

## 경력
- 2012.07 서울사무소 관리담당
- 2014 ~ 2018.03 강원도 투자유치정책담당
- 2018.03 ~ 2018.06 총괄관리과장
- 2018.07 ~ 2019.12 제26대 양구군 부군수
- 2020.01 ~ 2020.04 강원도청 올림픽발전과장
- 2020.04 ~ 2020.12 강원도청 중국통상과장
- 2021.01 ~ 2021.06 강원도청 평화지역발전본부장
- 2021.07 ~ 2021.10 제16대 강릉시 부시장
- 2021.11.01 국민의힘 입당
- 강원테크노파크 정책기획단장
- 2022  제39대 강원도지사직 인수위원
- 2024.03.11 국민의힘 탈당
- 2024.04 ~ 2024.06 제11대 강원특별자치도의회 의원
- 2024.04 ~ 2024.06 제11대 강원특별자치도의회 전반기 안전건설위원회 위원
- 2024.04.18 국민의힘 복당
- 2024.07 ~ 제11대 강원특별자치도의회 후반기 기획행정위원회 위원

## 역대 선거 결과
| 실시년도 | 선거        | 대수 | 직책   | 선거구             | 정당   | 득표수  | 득표율          | 순위 | 당락 | 비고           |
| -------- | ----------- | ---- | ------ | ------------------ | ------ | ------- | --------------- | ---- | ---- | -------------- |
| 2024년   | 4·10 재보선 | 11대 | 도의원 | 강원 양구구 선거구 | 무소속 | 6,769표 | \| \| 56.13% \| | 1위  |      | 초선, 민선 8기 |
|          | 56.13%      |      |        |                    |        |         |                 |      |      |                |